# Granuliterebra castigata
Granuliterebra castigata is een slakkensoort uit de familie van de Terebridae. De wetenschappelijke naam van de soort is voor het eerst geldig gepubliceerd in 1885 door A.H. Cooke.